# Muthugada Hosur, Arkalgud
Muthugada Hosur là một làng thuộc tehsil Arkalgud, huyện Hassan, bang Karnataka, Ấn Độ.